# 1. Fußball- und Sportverein Mainz 05 1988-1989
Questa voce raccoglie le informazioni riguardanti il 1. Fußball- und Sportverein Mainz 05 nelle competizioni ufficiali della stagione 1988-1989.

## Stagione
Nella stagione 1988-1989 il Magonza, allenato da Horst Hülß e Robert Jung, concluse il campionato di 2. Bundesliga al 19º posto.

## Rosa
| N. |                        | Ruolo | Calciatore          |
| -- | ---------------------- | ----- | ------------------- |
|    | Germania (bandiera)    | P     | Stephan Kuhnert     |
|    | Germania (bandiera)    | P     | Manfred Petz        |
|    | Paesi Bassi (bandiera) | D     | Bert Balte          |
|    | Inghilterra (bandiera) | D     | Colin Bell          |
|    | Germania (bandiera)    | D     | Michael Müller      |
|    | Germania (bandiera)    | D     | Bernd Münch         |
|    | Germania (bandiera)    | D     | Frank Reiss         |
|    | Germania (bandiera)    | D     | Michael Schmitt     |
|    | Germania (bandiera)    | D     | Michael Schuhmacher |
|    | Germania (bandiera)    | D     | Hendrik Weiss       |
|    | Germania (bandiera)    | C     | Michael Becker      |
|    | Germania (bandiera)    | C     | Marco Goliberzuch   |

| N. |                     | Ruolo | Calciatore          |
| -- | ------------------- | ----- | ------------------- |
|    | Germania (bandiera) | C     | Frank Haun          |
|    | Germania (bandiera) | C     | Stefan Jambo        |
|    | Germania (bandiera) | C     | Mike Janz           |
|    | Germania (bandiera) | C     | Olaf Kirn           |
|    | Germania (bandiera) | C     | Thomas März         |
|    | Germania (bandiera) | C     | Patrik Mohr         |
|    | Croazia (bandiera)  | C     | Nenad Šalov         |
|    | Germania (bandiera) | C     | Guido Schäfer       |
|    | Germania (bandiera) | A     | André Häuser        |
|    | Germania (bandiera) | A     | Norbert Hönnscheidt |
|    | Bulgaria (bandiera) | A     | Petar Kurdov        |
|    | Germania (bandiera) | A     | Karl-Heinz Mähn     |

## Organigramma societario
Area tecnica
- Allenatore: Robert Jung
- Allenatore in seconda:
- Preparatore dei portieri:
- Preparatori atletici:

## Calciomercato

### Sessione estiva
| Acquisti | Acquisti      | Acquisti      | Acquisti |
| R.       | Nome          | da            | Modalità |
| -------- | ------------- | ------------- | -------- |
| A        | Petar Kurdov  | Levski Sofia  |          |
| C        | Stefan Jambo  | Homburg       |          |
| C        | Guido Schäfer | SC Birkenfeld |          |

| Cessioni | Cessioni      | Cessioni      | Cessioni |
| R.       | Nome          | a             | Modalità |
| -------- | ------------- | ------------- | -------- |
| C        | Marc Cooper   | VfL Hamm/Sieg |          |
| A        | Erik Kunz     | SG 01 Hoechst |          |
| C        | Bernd Wilhelm | SkV Mörfelden |          |

### Sessione invernale
| Acquisti | Acquisti    | Acquisti              | Acquisti |
| R.       | Nome        | da                    | Modalità |
| -------- | ----------- | --------------------- | -------- |
| C        | Nenad Šalov | Sportfreunde Freiburg |          |

| Cessioni | Cessioni | Cessioni | Cessioni |
| R.       | Nome     | a        | Modalità |
| -------- | -------- | -------- | -------- |

## Risultati

### 2. Bundesliga

#### Girone di andata
| Arbitro: | Neumann |

|          |           |          |
| Mohr 71’ | Marcatori | 81’ Hach |

| Berlino 30 luglio 1988, ore 15:00 CEST 2ª giornata | Hertha Berlino | 0 – 0 referto | Magonza | Stadio Olimpico (12 600 spett.)\| Arbitro: \| Gochermann \| |
| Arbitro:                                           | Gochermann     |               |         |                                                             |

| Arbitro: | Wolf |

|                        |           |                         |
| Becker 43’ Schäfer 84’ | Marcatori | 38’ Niggemann 78’ Fuchs |

| Arbitro: | Heitmann |

|                 |           |  |
| Kremer 29’, 65’ | Marcatori |  |

| Arbitro: | Brehm |

|                          |           |  |
| Ellmerich 45’ Gjurev 88’ | Marcatori |  |

| Arbitro: | Ren |

|          |           |  |
| Mähn 26’ | Marcatori |  |

| Arbitro: | Fröhlich |

|                        |           |          |
| Kügler 6’ Langbein 54’ | Marcatori | 84’ Mähn |

| Arbitro: | Kruse |

|                          |           |          |
| Kurdov 15’ Mähn 33’, 73’ | Marcatori | 88’ Hahn |

| Arbitro: | Mierswa |

|            |           |            |
| Moutas 88’ | Marcatori | 23’ Müller |

| Arbitro: | Prengel |

|          |           |                                                           |
| Mähn 11’ | Marcatori | 25’ Rusche 37’ Rolfes 39’ Myyry 55’, 76’ Klobke 80’ Menke |

| Arbitro: | Albrecht |

|                        |           |                                             |
| Holzer 17’ Dinauer 25’ | Marcatori | 42’ Schäfer 81’ Schuhmacher 87’ Hönnscheidt |

| Arbitro: | Kriegelstein |

|                            |           |                            |
| Schäfer 7’ Schuhmacher 85’ | Marcatori | 8’ Wassmer 88’ Anderbrügge |

| Arbitro: | Krug |

|                       |           |                 |
| Demandt 9’ Werner 63’ | Marcatori | 24’ Hönnscheidt |

| Arbitro: | Mölm |

|                                          |           |            |
| Mohr 51’ Haun 58’ Schuhmacher 71’ (rig.) | Marcatori | 41’ Zschau |

| Braunschweig 5 novembre 1988, ore 15:00 CET 15ª giornata | Eintracht Braunschweig | 0 – 0 referto | Magonza | Stadion an der Hamburger Straße (10 000 spett.)\| Arbitro: \| Löwer \| |
| Arbitro:                                                 | Löwer                  |               |         |                                                                        |

| Arbitro: | Fux |

|            |           |             |
| Häuser 83’ | Marcatori | 81’ Wegmann |

| Arbitro: | Tritschler |

|                     |           |           |
| Friz 14’ Knecht 70’ | Marcatori | 87’ Münch |

| Arbitro: | Dardenne |

|          |           |                            |
| Mohr 54’ | Marcatori | 52’ Eichenauer 82’ Prinzen |

| Arbitro: | Rubel |

|                       |           |             |
| Jaschke 13’ Holze 83’ | Marcatori | 27’ Schäfer |

#### Girone di ritorno
| Arbitro: | Kautschor |

|                              |           |                             |
| Knoll 27’ (rig.) Steiner 33’ | Marcatori | 56’ Becker 90’ (rig.) Jambo |

| Arbitro: | Correll |

|                 |           |                |
| Hönnscheidt 68’ | Marcatori | 77’ Kurtenbach |

| Arbitro: | Gochermann |

|                              |           |  |
| Niggemann 9’ Engels 60’, 71’ | Marcatori |  |

| Arbitro: | Harder |

|                               |           |  |
| Mähn 18’ Becker 65’ Jambo 88’ | Marcatori |  |

| Magonza 18 marzo 1989, ore 15:00 CET 24ª giornata | Magonza | 0 – 0 referto | Homburg | Stadion am Bruchweg (6 000 spett.)\| Arbitro: \| Strigel \| |
| Arbitro:                                          | Strigel |               |         |                                                             |

| Arbitro: | Dardenne |

|                                          |           |            |
| Schneider 10’ Wolff 59’, 87’ Scheler 78’ | Marcatori | 67’ Häuser |

| Arbitro: | Lehnardt |

|          |           |               |
| Mähn 28’ | Marcatori | 80’ Emmerling |

| Arbitro: | Führer |

|                             |           |  |
| Weber 7’ Kroninger 23’, 57’ | Marcatori |  |

| Arbitro: | Gangkofer |

|                          |           |           |
| Hönnscheidt 14’ Mähn 59’ | Marcatori | 54’ Majka |

| Arbitro: | Albrecht |

|                                                     |           |            |
| Myyry 24’ Klobke 73’ (rig.) van der Pütten 80’, 90’ | Marcatori | 52’ Kurdov |

| Arbitro: | Neumann |

|  |           |                        |
|  | Marcatori | 22’ Dinauer 24’ Holzer |

| Arbitro: | Wolf |

|                                                       |           |           |
| Anderbrügge 40’ Goldbæk 43’ Wassmer 51’ Marquardt 53’ | Marcatori | 67’ Reiss |

| Arbitro: | Ren |

|                                  |           |                             |
| Jambo 11’ (rig.) Hönnscheidt 70’ | Marcatori | 59’ Preetz 65’ (aut.) Reiss |

| Arbitro: | Holst |

|                                              |           |                             |
| Zimmermann 17’, 90’ Sendscheid 19’, 21’, 49’ | Marcatori | 83’ Hönnscheidt 89’ Schäfer |

| Arbitro: | Kentsch |

|          |           |  |
| Mähn 62’ | Marcatori |  |

| Arbitro: | Kruse |

|                                          |           |  |
| Abramczik 65’ Regenbogen 81’ Wegmann 87’ | Marcatori |  |

| Arbitro: | Scheuerer |

|                              |           |                          |
| Mähn 46’ Weiss 68’ Jambo 90’ | Marcatori | 17’ Bachmann 68’ Schmitt |

| Arbitro: | Führer |

|                                                                  |           |  |
| Trares 15’ Gutzler 28’, 49’ Blättel 32’, 39’, 72’ Eichenauer 46’ | Marcatori |  |

| Arbitro: | Boos |

|          |           |              |
| Mähn 49’ | Marcatori | 59’ Neidhart |

## Statistiche

### Statistiche di squadra
| Competizione  | Punti | In casa | In casa | In casa | In casa | In casa | In casa | In trasferta | In trasferta | In trasferta | In trasferta | In trasferta | In trasferta | Totale | Totale | Totale | Totale | Totale | Totale | DR  |
| Competizione  | Punti | G       | V       | N       | P       | Gf      | Gs      | G            | V            | N            | P            | Gf           | Gs           | G      | V      | N      | P      | Gf     | Gs     | DR  |
| ------------- | ----- | ------- | ------- | ------- | ------- | ------- | ------- | ------------ | ------------ | ------------ | ------------ | ------------ | ------------ | ------ | ------ | ------ | ------ | ------ | ------ | --- |
| 2. Bundesliga | 29    | 19      | 7       | 9       | 3       | 29      | 26      | 19           | 1            | 4            | 14           | 15           | 50           | 38     | 8      | 13     | 17     | 44     | 76     | -32 |
| Totale        | 29    | 19      | 7       | 9       | 3       | 29      | 26      | 19           | 1            | 4            | 14           | 15           | 50           | 38     | 8      | 13     | 17     | 44     | 76     | -32 |

### Andamento in campionato
| Giornata  | 1 | 2  | 3  | 4  | 5  | 6  | 7  | 8  | 9  | 10 | 11 | 12 | 13 | 14 | 15 | 16 | 17 | 18 | 19 | 20 | 21 | 22 | 23 | 24 | 25 | 26 | 27 | 28 | 29 | 30 | 31 | 32 | 33 | 34 | 35 | 36 | 37 | 38 |
| --------- | - | -- | -- | -- | -- | -- | -- | -- | -- | -- | -- | -- | -- | -- | -- | -- | -- | -- | -- | -- | -- | -- | -- | -- | -- | -- | -- | -- | -- | -- | -- | -- | -- | -- | -- | -- | -- | -- |
| Luogo     | C | T  | C  | T  | T  | C  | T  | C  | T  | C  | T  | C  | T  | C  | T  | C  | T  | C  | T  | T  | C  | T  | C  | C  | T  | C  | T  | C  | T  | C  | T  | C  | T  | C  | T  | C  | T  | C  |
| Risultato | N | N  | N  | P  | P  | V  | P  | V  | N  | P  | V  | N  | P  | V  | N  | N  | P  | P  | P  | N  | N  | P  | V  | N  | P  | N  | P  | V  | P  | P  | P  | N  | P  | V  | P  | V  | P  | N  |
| Posizione | 9 | 10 | 11 | 16 | 18 | 16 | 18 | 12 | 12 | 15 | 14 | 13 | 14 | 14 | 12 | 12 | 15 | 17 | 19 | 18 | 17 | 19 | 18 | 18 | 19 | 18 | 19 | 18 | 19 | 19 | 19 | 19 | 19 | 19 | 19 | 19 | 19 | 19 |

Legenda:

Luogo: C = Casa; T = Trasferta. Risultato: V = Vittoria; N = Pareggio; P = Sconfitta.

### Statistiche dei giocatori
| B. Balte       | 15 | 0  | 1 | 0 |
| M. Becker      | 26 | 3  | 1 | 0 |
| C. Bell        | 19 | 0  | 7 | 0 |
| M. Goliberzuch | 0  | 0  | 0 | 0 |
| F. Haun        | 32 | 1  | 4 | 0 |
| A. Häuser      | 19 | 2  | 0 | 0 |
| N. Hönnscheidt | 28 | 6  | 1 | 0 |
| S. Jambo       | 18 | 4  | 1 | 0 |
| M. Janz        | 9  | 0  | 1 | 0 |
| O. Kirn        | 1  | 0  | 1 | 0 |
| S. Kuhnert     | 32 | 0  | 3 | 0 |
| P. Kurdov      | 18 | 2  | 3 | 0 |
| P. Mohr        | 23 | 3  | 1 | 0 |
| K. Mähn        | 37 | 11 | 4 | 0 |
| T. März        | 5  | 0  | 0 | 0 |
| M. Müller      | 14 | 1  | 0 | 1 |
| B. Münch       | 34 | 1  | 2 | 0 |
| M. Petz        | 6  | 0  | 0 | 0 |
| F. Reiss       | 23 | 1  | 4 | 0 |
| M. Schmitt     | 23 | 0  | 7 | 1 |
| M. Schuhmacher | 35 | 3  | 5 | 0 |
| G. Schäfer     | 33 | 5  | 8 | 0 |
| H. Weiss       | 37 | 1  | 3 | 0 |
| N. Šalov       | 0  | 0  | 0 | 0 |